# Zaglav
Zaglav je manjše naselje, ki leži na severovzhodni obali Dugega otoka, ob zalivu Lučina, v dolini Trikule pod 107 m visokim vrhom - Zoglavski vrh; upravno spada pod občino Sali Zadrske županije.
Zaglav je s cesto povezan z ostalimi otočnimi naselji. Okolica naselja je obdana predvsem s pašniki in z oljčnimi nasadi. V vasi se nahajajo frančiškanski samostan, cerkev sv. Mihovila, zgrajena v 15. stoletju, bencinska črpalka ter rezervno trajektno pristanišče.

## Demografija
| Pregled števila prebivalcev po letih | Pregled števila prebivalcev po letih | Pregled števila prebivalcev po letih | Pregled števila prebivalcev po letih | Pregled števila prebivalcev po letih | Pregled števila prebivalcev po letih | Pregled števila prebivalcev po letih | Pregled števila prebivalcev po letih | Pregled števila prebivalcev po letih | Pregled števila prebivalcev po letih | Pregled števila prebivalcev po letih | Pregled števila prebivalcev po letih | Pregled števila prebivalcev po letih | Pregled števila prebivalcev po letih | Pregled števila prebivalcev po letih |
| ------------------------------------ | ------------------------------------ | ------------------------------------ | ------------------------------------ | ------------------------------------ | ------------------------------------ | ------------------------------------ | ------------------------------------ | ------------------------------------ | ------------------------------------ | ------------------------------------ | ------------------------------------ | ------------------------------------ | ------------------------------------ | ------------------------------------ |
| 1857                                 | 1869                                 | 1880                                 | 1890                                 | 1900                                 | 1910                                 | 1921                                 | 1931                                 | 1948                                 | 1953                                 | 1961                                 | 1971                                 | 1981                                 | 1991                                 | 2001                                 |
| 112                                  | 0                                    | 142                                  | 177                                  | 222                                  | 222                                  | 286                                  | 254                                  | 408                                  | 398                                  | 355                                  | 366                                  | 237                                  | 369                                  | 184                                  |